# Henrika Widmark
Henrika Emilia Widmark, född 7 september 1848 i Ljusdals socken, död 18 januari 1920 i Bro socken, Bohuslän, var en svensk författare. Hon var dotter till Per Henrik Widmark. Pseudonym: H. Mark.

## Biografi
Henrika Widmark var dotter till landshövdingen Per Henrik Widmark och Emilia Wåhlén. Widmark flyttade 1905, efter att tidigare huvudsakligen varit bosatt i Stockholm, till gården Lingatan vid Gullmarsfjorden, vilken hon inköpt. Hon anlade där en förstklassig fruktträdgård. Hon blev känd som tillfällighetspoet, bland annat inom sällskapet Nya Idun i Stockholm, vars vice sekreterare hon var 1894–1904.